# Heywood Kling
Pour les articles homonymes, voir Heywood et Kling.
Heywood Kling, aussi dit Woody Kling, est un scénariste américain, né le 14 avril 1925 et décédé le 10 avril 1988.

## Filmographie
- 1963 : 
  - Boy Pest with Osh (TV)
- 1964 : 
  - Missing Masters (TV)
  - Monstrous Task (TV)
  - 'Tired Gun (TV)
  - Loot Pursuit (TV)
- 1965 : 
  - There Auto Be a Law (TV)
  - Let's Phase It (TV)
  - You Auto Be in Pictures (TV)
  - Sickened Honeymoon (TV)
  - Crumb Bumming (TV)
  - From Wrecks to Riches (TV)
  - Under Waterloo (TV)
  - Gogh Van Gogh (TV)
  - Hobo Hootenanny (TV)
  - Penny Ante
  - Goofy Dr. Goo Fee (TV)
  - Fearless Fly Meets the Monsters (TV)
  - The Pot Thickens (TV)
  - Muggy Doo or Die (TV)
  - Boy Meets Ghoul (TV)
  - Spider Spiter (TV)
  - Trick or Treatment (TV)
  - Palace Malice (TV)
  - Invincible vs. Invisible (TV)
  - Fatty Karate (TV)
  - The Bomb's Rush (TV)
  - Hector the Protector (TV)
  - Monster Mutiny (TV)
  - Who Do Voodoo? (TV)
  - Ghoul School (TV)
  - Captain Fligh (TV)
  - Monsters for Hire (TV)
  - Zelda the Zombie (TV)
  - Medium Undone (TV)
  - Horror-Baloo (TV)
  - Goon Platoon (TV)
  - The Dummy Talks (TV)
  - Sly Fly (TV)
  - House Fly Guest (TV)
  - A Pie in the Sky (TV)
  - Abercrombie the Zombie (TV)
  - Fly Hijack (TV)
  - Monstrous Escape (TV)
  - Camp Gitchy Gloomy (TV)
  - Si Si Fly (TV)
  - Kid Stuff (TV)
  - V for Vampire (TV)
  - Boo to You (TV)
  - Witch Crafty (TV)
  - Hearse Thief (TV)
  - The Moon Goons (TV)
  - Monster vs. Mobster (TV)
  - Scullgaria Forever (TV)
- 1966 : 
  - Flying Cup and Saucer (TV)
  - Horror-Scope (TV)
  - Crumby Mummy (TV)
  - Fortune Kooky (TV)
  - From Riches to Rags (TV)
  - Sphinx Jinx (TV)
  - Suit Yourself (TV)
  - Robinson Shoesole (TV)
  - Monster-Sitter (TV)
  - Dunkin' Treasure (TV)
  - Lady Deflyah (TV)
  - Think Shrink (TV)
  - Fort Fangenstein (TV)
  - Nuggets to You (TV)
  - Horse Shoe Fly (TV)
  - Throne for a Loss (TV)
  - Stage Plight (TV)
  - Safari Harry (TV)
  - Private Fly (TV)
  - Batnap (TV)
  - Ferocious Fly (TV)
  - Napoleon Bonefly (TV)
  - Monstrous Monster (TV)
  - Mummy's Thumb (TV)
  - Pink Pearl of Persia (TV)
  - The Short Circuit Case (TV)
  - Varoom Service (TV)
- 1967 : 
  - Manhole Manny (TV)
  - Skinny Minnie (TV)
  - Myron the Magician (TV)
  - The Kitchy-Koo Kaper (TV)
  - Big Ears Ernie (TV)
  - Ebenezer the Freezer (TV)
  - Crime College (TV)
  - Goo-Goo a Go-Go (TV)
  - Gluey Louie (TV)
  - Bat Patrol (TV)
  - Sporty Morty (TV)
  - The Indian Taker (TV)
  - Greasy Gus (TV)
  - Stupidman (TV)
  - The Shady Shadow (TV)
  - Swami Salami (TV)
  - Roz the Schnozz (TV)
  - Bride and Doom (TV)
  - The Kangarobot (TV)
  - The Wishbone Boner (TV)
  - Beanstalk Jack (TV)
  - Robber Hood (TV)
  - Party Marty (TV)
  - Queenie Bee (TV)
  - Gypsy James (TV)
  - Double Double Crossers (TV)
  - Napoleon Blownapart (TV)
  - Yo Yo A Go Go (TV)
  - Sandman Sam (TV)
  - Daniel Boom (TV)
  - Unhappy Birthday (TV)
  - Watch My Smoke (TV)
  - The Copycat Bat (TV)
  - The Trojan Horse Thief (TV)
  - Goldyunlocks and the Three Bears (TV)
  - Buster the Ruster (TV)
  - Cinderobber (TV)
  - Blankenstein (TV)
  - The Bomber Bird (TV)
  - Old King Cruel (TV)
  - Jerkules (TV)
  - Whip Van Winkle (TV)
  - Judy Jitsu (TV)
  - Father Time Bomb (TV)
  - Tough Macduff (TV)
- 1972 : 
  - Of Thee I Sing (TV)
- 1984 : 
  - Blondine au pays de l'arc-en-ciel (série d'animation)
  - Cabbage Patch Kids: First Christmas (TV)
- 1986 : 
  - Liberty and the Littles (TV)